# Ölgij (distrikt i Uvs)
Ölgij (mongoliska: Өлгий Сум, Өлгий) är ett distrikt i Mongoliet.   Det ligger i provinsen Uvs, i den västra delen av landet, 1 100 km väster om huvudstaden Ulaanbaatar.